# 1. deild kvinnur (2016)
W roku 2016 odbyła się 32. edycja 1. deild kvinnur – pierwszej ligi piłki nożnej kobiet na Wyspach Owczych. W rozgrywkach wzięło udział 6 klubów z całego archipelagu. Tytuł mistrzowski obroniła drużyna KÍ Klaksvík, po raz siedemnasty w swej historii.

## Uczestnicy
| Uczestnicy 1. deild kvinnur 2015                                                                              | Uczestnicy 1. deild kvinnur 2015 | Uczestnicy 1. deild kvinnur 2015 | Uczestnicy 1. deild kvinnur 2015 |
| --- | -------------------------------- | -------------------------------- | -------------------------------- |
| KÍ | KÍ Klaksvík                      | 1                                |                                  |
| ESS | EB/Streymur/Skála ÍF             | 2                                |                                  |
| HB | HB Tórshavn                      | 3                                |                                  |
| ÍFV | ÍF Fuglafjørður/Víkingur Gøta    | 4                                |                                  |
| Nowi uczestnicy                                                                                               |                                  |                                  |                                  |
| B36 | B36 Tórshavn                     |                                  |                                  |
| B68 | B68 Toftir                       |                                  |                                  |
| Oznaczenia: - kolumna pierwsza – skróty nazw drużyn, - kolumna trzecia – miejsce zajęte w poprzednim sezonie. |                                  |                                  |                                  |

## Tabela ligowa
| Lp. | Drużyna                       | M  | Z  | R | P  | Bramki | Bramki | Różn. | Pkt | Uwagi                          |
| --- | ----------------------------- | -- | -- | - | -- | ------ | ------ | ----- | --- | ------------------------------ |
| 1   | KÍ Klaksvík                   | 20 | 17 | 3 | 0  | 100    | 9      | +91   | 54  | Liga Mistrzyń UEFA • 2017/2018 |
| 2   | EB/Streymur/Skála ÍF          | 20 | 15 | 3 | 2  | 59     | 19     | +40   | 48  |                                |
| 3   | B36 Tórshavn                  | 20 | 10 | 1 | 9  | 37     | 37     | 0     | 31  |                                |
| 4   | HB Tórshavn                   | 20 | 8  | 1 | 11 | 54     | 35     | +19   | 25  |                                |
| 5   | ÍF Fuglafjørður/Víkingur Gøta | 20 | 5  | 1 | 14 | 24     | 60     | −36   | 16  |                                |
| 6   | B68 Toftir                    | 20 | 0  | 1 | 19 | 2      | 116    | −114  | 1   |                                |

## Wyniki spotkań

### Regularne spotkania
| Gospodarz \ Gość              | B36 | B68  | ESS | HB  | ÍFV | KÍ  |
| B36 Tórshavn                  |     | 4:0  | 0:3 | 3:2 | 5:1 | 0:2 |
| B68 Toftir                    | 0:2 |      | 0:8 | 0:5 | 0:0 | 1:9 |
| EB/Streymur/Skála ÍF          | 1:0 | 6:0  |     | 4:1 | 5:2 | 3:3 |
| HB Tórshavn                   | 4:2 | 11:0 | 0:1 |     | 1:2 | 0:1 |
| ÍF Fuglafjørður/Víkingur Gøta | 2:1 | 4:0  | 0:3 | 1:2 |     | 0:9 |
| KÍ Klaksvík                   | 5:0 | 14:0 | 1:1 | 1:0 | 4:0 |     |

Aktualne na 9 października 2016. Źródło: FaroeSoccer.com
Objaśnienia:
1Drużyna gospodarzy jest wymieniona po lewej stronie tabeli.
Kolory: zielony – zwycięstwo gospodarzy, żółty – remis, różowy – zwycięstwo gości.

### Dodatkowe spotkania
| Gospodarz \ Gość              | B36 | B68  | ESS | HB  | ÍFV | KÍ  |
| B36 Tórshavn                  |     | 4:0  | 1:5 | 2:2 | 3:2 | 0:4 |
| B68 Toftir                    | 0:1 |      | 0:2 | 0:6 | 0:1 | 0:8 |
| EB/Streymur/Skála ÍF          | 0:2 | 5:1  |     | 2:0 | 3:0 | 1:1 |
| HB Tórshavn                   | 1:4 | 12:0 | 1:3 |     | 3:2 | 0:4 |
| ÍF Fuglafjørður/Víkingur Gøta | 0:3 | 4:0  | 0:3 | 1:2 |     | 1:6 |
| KÍ Klaksvík                   | 3:0 | 10:0 | 6:0 | 2:1 | 7:1 |     |

Aktualne na 9 października 2016. Źródło: FaroeSoccer.com
Objaśnienia:
1Drużyna gospodarzy jest wymieniona po lewej stronie tabeli.
Kolory: zielony – zwycięstwo gospodarzy, żółty – remis, różowy – zwycięstwo gości.

## Najlepsi strzelcy
Stan na 9 października 2016.
| Bramki | Strzelcy         | Drużyna                       |
| ------ | ---------------- | ----------------------------- |
| 25     | Milja Simonsen   | HB Tórshavn                   |
| 19     | Margunn Lindholm | EB/Streymur/Skála ÍF          |
| 17     | Rannvá Andreasen | KÍ Klaksvík                   |
| 17     | Hervør Olsen     | KÍ Klaksvík                   |
| 16     | Maria Thomsen    | KÍ Klaksvík                   |
| 12     | Malena Josephsen | KÍ Klaksvík                   |
| 10     | Birna Johannesen | EB/Streymur/Skála ÍF          |
| 9      | Lív Arge         | HB Tórshavn                   |
| 9      | Ásla Johannesen  | B36 Tórshavn                  |
| 9      | Evy á Lakjuni    | KÍ Klaksvík                   |
| 8      | Ansy Sevdal      | EB/Streymur/Skála ÍF          |
| 7      | Liljan Jacobsen  | KÍ Klaksvík                   |
| 7      | Dania Olsen      | ÍF Fuglafjørður/Víkingur Gøta |
| 6      | 2 zawodniczki    | 2 zawodniczki                 |
| 5      | 2 zawodniczki    | 2 zawodniczki                 |
| 4      | 4 zawodniczki    | 4 zawodniczki                 |
| 3      | 10 zawodniczek   | 10 zawodniczek                |
| 2      | 10 zawodniczek   | 10 zawodniczek                |
| 1      | 17 zawodniczek   | 17 zawodniczek                |
| sam.   | 6 zawodniczek    | 6 zawodniczek                 |